# Représentations diplomatiques au Maroc
Ceci est une liste des représentations diplomatiques au Maroc. Il y a actuellement 120 ambassades à Rabat, et de nombreux pays ont des consulats dans d'autres villes marocaines (sans compter les consulats honoraires). Plusieurs autres nations ont des ambassades accréditées au Maroc mais résidant dans d'autres capitales.

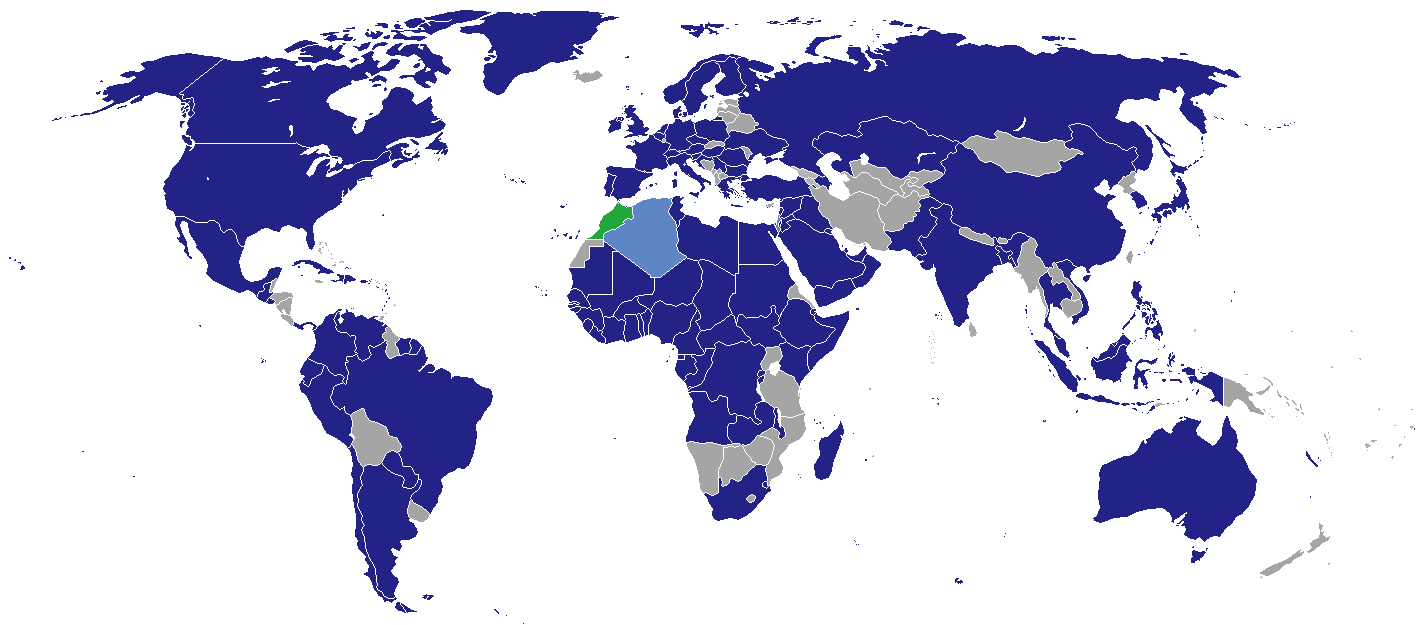
Carte des représentations diplomatiques au Maroc.

## Ambassades à Rabat
- Afrique du Sud
- Allemagne
- Angola
- Arabie saoudite
- Argentine
- Australie[1]
- Autriche
- Azerbaïdjan
- Bahreïn
- Bangladesh
- Belgique
- Bénin
- Brésil
- Brunei
- Bulgarie
- Burkina Faso
- Burundi
- Cameroun
- Canada
- Chili
- Chine
- Colombie
- Comores[2],[3]
- République du Congo
- Corée du Sud
- Côte d'Ivoire
- Croatie
- Danemark
- Djibouti
- Égypte
- Émirats arabes unis
- Équateur
- Espagne
- Eswatini[4]
- États-Unis
- Éthiopie
- Finlande
- France
- Gabon
- Gambie
- Ghana
- Grèce
- Guatemala[5]
- Guinée
- Guinée-Bissau
- Guinée équatoriale
- Haïti
- Hongrie
- Inde
- Indonésie
- Irak
- Irlande[6]
- Italie
- Japon
- Jordanie
- Koweït
- Liban
- Liberia
- Libye
- Malaisie
- Mali
- Mauritanie
- Mexique
- Niger
- Nigeria
- Norvège
- Oman
- Ordre de Malte
- Pakistan
- Pays-Bas
- Palestine
- Panama[7]
- Paraguay
- Pérou
- Philippines
- Pologne
- Portugal
- Qatar
- République centrafricaine

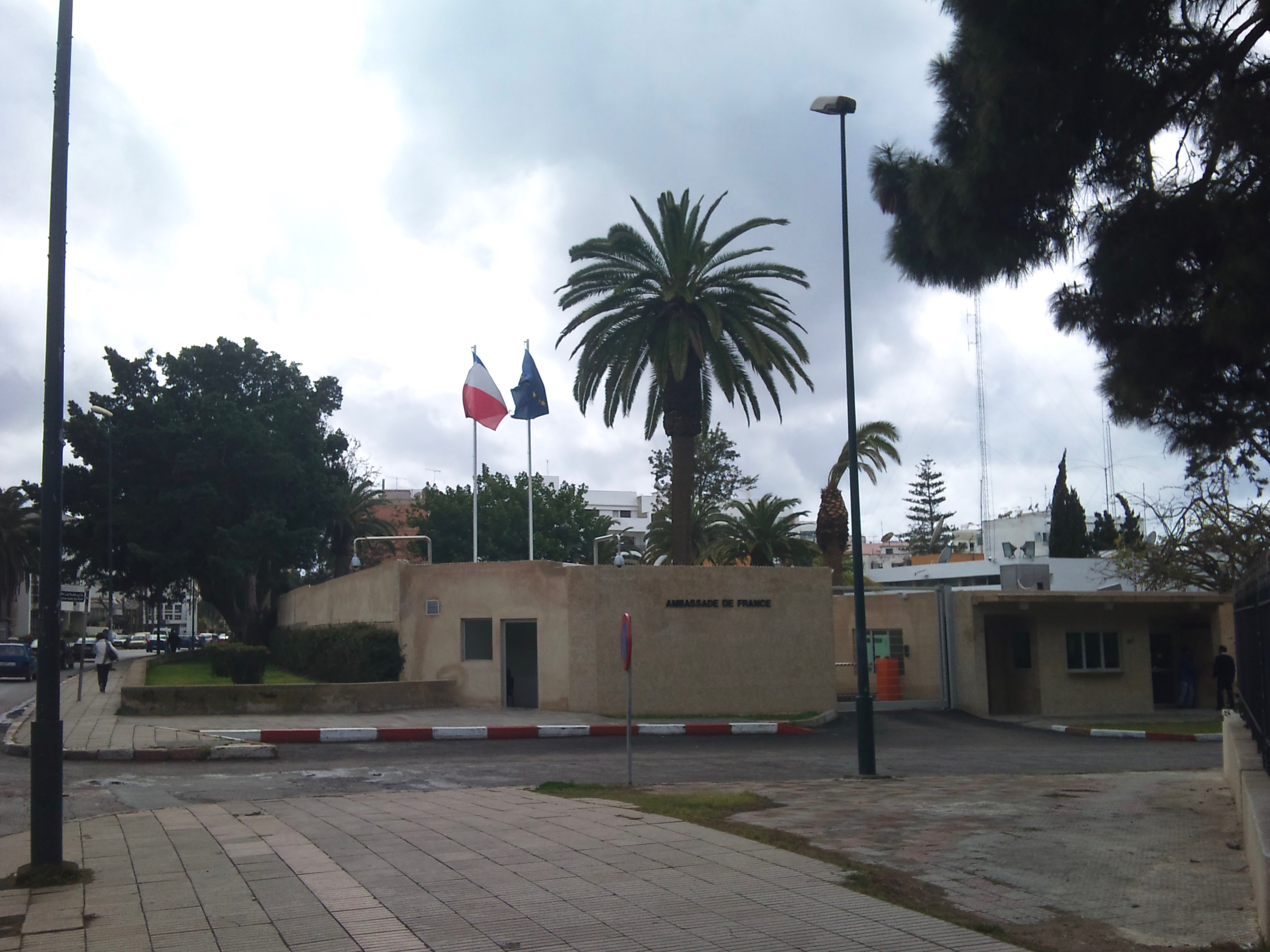
Ambassade de France à Rabat

- République démocratique du Congo
- République dominicaine
- République tchèque
- Roumanie
- Royaume-Uni
- Russie
- Rwanda[8],[9]
- Sénégal
- Serbie
- Soudan
- Suède
- Suisse
- Suriname[10]
- Tchad
- Thaïlande
- Togo
- Tunisie
- Turquie
- Ukraine
- Vatican
- Venezuela
- Viêt Nam
- Yémen
- Zambie[11],[12]

## Anciennes ambassades
- Iran[13],[14],[15] (rupture unilatérale le 1er mai 2018)
- Algérie[16],[17],[18] (rupture unilatérale le 24 août 2021)

## Autre mission à Rabat
- Union européenne (Délégation)
- Israël (Bureau de liaison)[19]

## Consulats

### Consulats généraux àAgadir
- Belgique (honoraire)[20]
- Danemark (honoraire)
- Espagne[21]
- France[22]
- Hongrie (honoraire)
- Irlande (honoraire)
- Italie (honoraire)
- Luxembourg (honoraire)[23]
- Monaco (honoraire)[24]
- Norvège (honoraire)[25]
- Pérou (honoraire)[26]
- Pologne (honoraire)[27]
- Royaume-Uni
- Russie (honoraire)
- Suède (honoraire)
- Suisse (honoraire)[28]

### Consulats à Berkane
- Burkina Faso (honoraire)

### Consulats généraux àCasablanca
- Algérie
- Allemagne (honoraire)[29]
- Arménie (honoraire)[30]
- Bangladesh
- Bénin (honoraire)[31]
- Belgique (honoraire)
- Biélorussie
- Brésil
- Bulgarie (honoraire)[32]
- Burkina Faso (honoraire)
- Cap-Vert
- Chili (honoraire)[33]
- Chypre (honoraire)[34],[35]
- Côte d'Ivoire (honoraire)[36]
- Croatie (honoraire)[37]
- Dominique
- Espagne
- Estonie
- États-Unis
- Finlande (honoraire)[38]
- France[39]
- Gabon (honoraire)[40]
- Gambie
- Grèce
- Hongrie
- Irlande (honoraire)[41]
- Islande (honoraire)[42]
- Italie[43]
- Japon (honoraire)[43]
- Kazakhstan (honoraire)[44]
- Kenya
- Lettonie
- Libye
- Lituanie (honoraire)[45]
- Luxembourg (honoraire)
- Madagascar (honoraire)
- Mali
- Malte
- Maurice
- Mexique
- Monaco (honoraire)
- Norvège
- Pakistan
- Panama
- Pays-Bas (honoraire)[46]
- Pérou (honoraire)
- Philippines
- Portugal (honoraire)
- République tchèque
- Roumanie (honoraire)
- Royaume-Uni[47]
- Russie
- Saint-Christophe-et-Niévès
- Salvador
- Sénégal[48]
- Serbie
- Sierra Leone
- Singapour (honoraire)[49]
- Slovaquie
- Slovénie
- Suède (honoraire)
- Suisse (honoraire)[50]
- Thaïlande
- Togo[51]
- Ukraine (honoraire)

🇨🇬 Consulat (honoraire)de la République congo

### Consulats généraux àDakhla
- Burkina Faso[52]
- Djibouti[53]
- Gambie[54]
- Guinée[55]
- Guinée équatoriale[52]
- Guinée-Bissau[52]
- Haïti[56]
- Liberia[57],[58]
- République démocratique du Congo[59]
- Sénégal[60],[61]
- Suriname [62]
- Tchad [63]
- Togo [64]

### Consulats àEssaouira
- Espagne (honoraire)
- France (honoraire)

### Consulats généraux àFès
- Côte d'Ivoire (honoraire)
- France[65]
- Finlande (honoraire)
- Gabon (honoraire)
- Italie
- Pérou (honoraire)
- Portugal (honoraire)
- République tchèque
- Roumanie (honoraire)
- Turquie (honoraire)

### Consulat àKénitra
- Sainte-Lucie

### Consulats généraux àLaâyoune
- Bahreïn[66]
- Burundi[67]
- Comores[68]
- Côte d'Ivoire[69]
- Émirats arabes unis[70]
- Eswatini[71]
- Gabon[72]
- Jordanie[73]
- Malawi
- République centrafricaine[74]
- Sao Tomé-et-Principe[74]
- Zambie[75]

### Consulat àLarache
- Espagne

### Consulats généraux àMarrakech
- Belgique (honoraire)
- Brésil
- Bulgarie
- Chili
- Chypre (honoraire)
- Côte d'Ivoire (honoraire)
- Danemark
- Espagne (honoraire)
- Finlande (honoraire)
- France[76]
- Hongrie (honoraire)[77],[78]
- Lettonie
- Malte
- Portugal (honoraire)
- Roumanie (honoraire)
- Royaume-Uni
- Russie
- Suède (honoraire)
- Suisse (honoraire)[79]
- Turquie
- Ukraine (honoraire)
- Uruguay (prochainement)

### Consulat àMeknès
- Côte d'Ivoire (honoraire)

### Consulats généraux àNador
- Espagne
- Pays-Bas (honoraire)

### Consulat àOuarzazate
- France (honoraire)

### Consulats àOujda
- Algérie
- France (honoraire)
- Suède (honoraire)

### Consulat àRabat
- Chili[80]
- France[81]
- Monaco (honoraire)

### Consulats généraux àTanger
- Allemagne (honoraire)[82],[83]
- Bangladesh
- Belgique (honoraire)
- Bénin
- Chili (honoraire)
- Côte d'Ivoire (honoraire)
- Danemark
- Équateur (honoraire)[84]
- Espagne
- Finlande (honoraire)
- France[85]
- Hongrie (honoraire)
- Islande (honoraire)
- Liberia
- Mali
- Pakistan
- Pérou (honoraire)
- Portugal (honoraire)
- Roumanie (honoraire)
- Royaume-Uni
- Sénégal
- Suède (honoraire)
- Turquie (honoraire)[86]
- Ukraine (honoraire)
- 🇨🇬 Consulat honoraire République du Congo

### Consulat àTétouan
- Espagne

## Ambassades non résidentes accréditées au Maroc
8 résident au Caire:
| - Birmanie - Kenya - Malawi - Mozambique | - Népal - Nouvelle-Zélande - Sri Lanka - Tadjikistan |

9 résident à Paris:
- Chypre[87]
- Cambodge
- Islande
- Laos
- Lettonie
- Lituanie
- Nicaragua
- Slovénie
- Tanzanie[88]

6 résident à Madrid:
| - Albanie - Bolivie - Bosnie-Herzégovine - Honduras - Uruguay - Salvador |

5 résident à Lisbonne:
- Estonie
- Irlande
- Moldavie
- Timor oriental
- Sao Tomé-et-Principe

4 résident à Dakar:
- Cap-Vert
- Madagascar
- Sierra Leone

2 résident à Addis-Abeba:
- Botswana

2 résident à Riyad:
- Érythrée
- Ouzbékistan

2 résident à Koweït:
- Kirghizistan
- Lesotho

2 résident à Tripoli:
- Biélorussie
- Ouganda

Résident dans d'autres villes:
- Maldives (Genève)
- Malte (Vallette)
- Saint-Marin (Saint-Marin)
- Singapour (Singapour)
- Turkménistan (Ankara)